# Jean Théodore Lacordaire

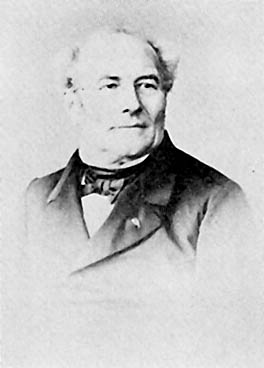
Jean Théodore Lacordaire

Jean Théodore Lacordaire (* 1. Februar 1801 in Châtillon-sur-Seine; † 19. Juli 1870 in Lüttich) war ein belgischer Entomologe französischer Abstammung, der vor allem für seine Beschreibungen der Insekten Südamerikas bekannt wurde. Er war ein Bruder des Dominikaners Jean Baptiste Henri Lacordaire.

## Leben und Wirken
Lacordaire studierte Jura in Le Havre und reiste 1824 nach Buenos Aires, Argentinien, um sich als Kaufmann zu etablieren. Er reiste in die Pampas und danach führte es ihn nach Uruguay und später nach Brasilien in die Provinzen Rio de Janeiro und Minas Gerais. Eine weitere Reise führte anschließend von Santiago, Chile, nach Montevideo, Uruguay. Die Reisen nutzte er zu zoologischen Beobachtungen. 1830 kehrte er nach Frankreich zurück und besuchte auf Einladung von Georges Cuvier Paris, wo er Pierre André Latreille, Jean Victor Audouin und André Marie Constant Duméril traf und an der Gründung der Entomologischen Gesellschaft Frankreichs beteiligt war. Er reiste jedoch noch im gleichen Jahr für zwei weitere Jahre nach Cayenne, wo er wieder ausgiebig auf zoologischem Gebiet sammelte. Nach seiner Rückkehr nach Frankreich begann Lacordaire, die von ihm gesammelten Insekten zu beschreiben sowie Reiseberichte zu verfassen. 1835 wurde er Professor für Zoologie an der Universität Lüttich, wo er bis zu seinem Tod 1870 blieb. Er widmete sich dort auch insbesondere der Vermehrung der zoologischen Sammlungen der Universität. Ab 1837 war er auch Professor für Vergleichende Anatomie.
Sein monumentales Werk Histoire naturelle des insectes listet an die 6000 Käfergattungen.

## Mitgliedschaften
1841 wurde de Marseul von Félix Édouard Guérin-Méneville als Mitglied Nummer 225 der Société Cuvierienne vorgestellt. Seit 1842 war er Mitglied der Académie royale de Bruxelles
1868 wurde er Mitglied der Königlich Schwedischen Akademie der Wissenschaften.

## Schriften
- Histoire naturelle des insectes. Genera des coléoptères, Paris, Roret, 1854 bis 1876 in 12 Teilen plus Atlas (die ersten 9 Teile von Lacordaire, ab 1870 von Félicien Chapuis fortgesetzt)
- Introduction à l'Entomologie, 2 Bände und Atlas, Paris, Roret, 1834 bis 1838
- Faune entomologique des environs de Paris, 1835